# 一夜迷情
是一部於2010年上映的美國浪漫電影。由Massy Tadjedin編劇和導演，姬拉·麗莉和山姆·沃辛頓主演。2010年時在美國公映。

## 外部連結
- 官方网站
- 互联网电影数据库（IMDb）上《一夜迷情》的资料（英文）